# Académie d'équitation de Caen
L'académie d'équitation de Caen  est une ancienne école de dressage fondée au XVIIIe siècle à Caen dans le quartier Hastings. Fermée au milieu du XXe siècle, elle est en partie détruite pendant la bataille de Caen et les locaux subsistants sont transformés en centre d’incendie et de secours de Caen-Canada.

## Histoire

### Les origines de l'école auXVIIIesiècle
La filière équestre a une importance particulière à Caen depuis le XVIIIe – XIXe siècles. Il aurait existé dès le XVIe siècle (avant 1583) une académie menée par un Napolitain, Janus Geronimo ; mais son existence fut probablement éphémère.
En 1719, un premier projet d'école d'équitation mené par Jean Poussière est autorisé par Charles de Lorraine, grand écuyer de France ; mais faute de financement et de soutien, le projet n'est pas mis à exécution.
L'académie est finalement fondée en 1728 par Pierre des Brosses de La Guérinière,. Il fait construire des manèges, des écuries et des logements pour des pensionnaires sur un vaste terrain au nord de l'église Saint-Martin appelé le Luxembourg. L'école est agrandie en 1737. L'école devient une des plus prestigieuses de France avec celle d'Angers, son prestige dépassant les limites du royaume.
En 1763, un élève anglais menant des expériences de chimie met le feu au bâtiment qui est reconstruite trois ans plus tard. En 1765, Pierre-Amable Hébert de La Pleignière, gendre de Pierre des Brosses de La Guérinière, prend la tête de l'institution. Les fils de la noblesse caennaise s'y préparent à la carrière militaire. Elle est également fréquentée par la haute société anglaise comme William Sidney Smith,.
En 1783, un nouveau projet architectural est présenté par Armand Lefèbvre, ingénieur du Roi en chef pour les ponts et chaussées de la généralité de Caen, mais n'est pas réalisé.

### L'école auXIXesiècleet dans la première moitié duXXesiècle
L'influence de l’académie sur l’évolution du cheval normand, que l'on constate au XVIIIe siècle, se prolonge au XIXe siècle, l'école abritant le siège social de la Société d'encouragement à l'élevage du cheval français, fondée à Caen en 1864. En 1810, un rapport rédigé à l'attention de la mairie pointe le besoin de reconstruire le manège avec des dimensions plus importantes. Le maire propose alors de reconstruire l'école. Plusieurs implantations sont évoquées (hôtel de Fontenay, Hôtel-Dieu de Caen). En 1814, un mur s'effondre et le manège devient impraticable. Il est réparé l'année suivante. En 1810, elle est érigée en école impériale d'équitation ; puis sous la Restauration, elle devient école royale. En 1829, l’école devient municipale et prend en 1849 le nom d'école pratique de dressage et d’équitation.
L'école de dressage est reconstruite par Gustave Auvray de 1863 à 1866. Cette académie était alors une des plus prestigieuses de France.
À partir de 1914, l’école commence à décliner. Pendant l'Occupation allemande, l’école abrite un dépôt du génie de la 716e division d'infanterie.

### Les vestiges de l'école après la Seconde guerre mondiale
L'école a été partiellement détruite pendant la bataille de Caen. Après la libération de la ville en juillet 1944, les civils affairs, dont l'un des principaux objectifs est de rétablir un centre de secours avec véhicules, établissent leur dépôt et leur cantonnement dans l'ancienne école. Les forces alliées sont ensuite remplacées par les sapeurs-pompiers caennais, dont la caserne de la rue Daniel Huet a été détruite lors de la bataille de Caen.
Seuls subsistent de l'ancienne école, le manège et deux pavillons encadrant ce dernier. Après avoir servi un temps de garage pour les voitures, le manège est mis à disposition par la ville à des associations en 2011. Les deux pavillons sont transformés en logement sociaux en 2013.
Le manège est rénové afin d'accueillir des spectacles équestres à partir du printemps 2014 dans le cadre des jeux équestres mondiaux de 2014. Il est également prévu d'y organiser des événements culturels, notamment deux œuvres de Jean-Philippe Rameau (La Naissance d'Osiris et Daphnis et Églé) avec Les Arts florissants. Pour l'occasion, deux tribunes de 300 places seront installées de part et d'autre du bâtiment.
Le 22 mars 2021, l'ancien manège est transformé en centre de vaccination contre la COVID .
Lors du conseil municipal du 3 février 2025, décision est prise de transférer le Centre chorégraphique national de Caen en Normandie dans le manège.

## Architecture
Avant sa reconstruction au milieu du XIXe siècle, les bâtiments longeaient la rue de l’académie,. L'établissement est ensuite reconstruit sur un terrain de 87 ares à l'angle de la rue de Bagatelle (actuelle rue Barbey d'Aurevilly), qui constitue jusqu'au milieu du XXe siècle la limite nord de l'espace urbain, et la rue de l'Académie. Organisé autour d'une grande cour, l'ensemble était constitué d'un grand manège équipé de tribunes et de vestiaires, d'une écurie pouvant accueillir une quinzaine de chevaux de manège, de boxes pour 60 à 70 chevaux de selle ou d'attelage et de différents logements pour les employés (piqueurs, agent comptable, palefreniers et directeur). L'ensemble s'inscrit dans la tradition de l'architecture classique.
Dans les années 1880, l’école est reliée par une allée à la place et à l'avenue de Courseulles (actuelles place et avenue du Canada), percées à la suite de l'ouverture de la gare Saint-Martin,.
La plupart des manèges des académies équestres existant en France ont disparu, mais celui de Caen a été conservé. De forme rectangulaire et orienté nord-est – sud-ouest, il est long d'environ 50 m sur 18 m de large. La charpente en bois du manège est solidifiée par des tirants métalliques.

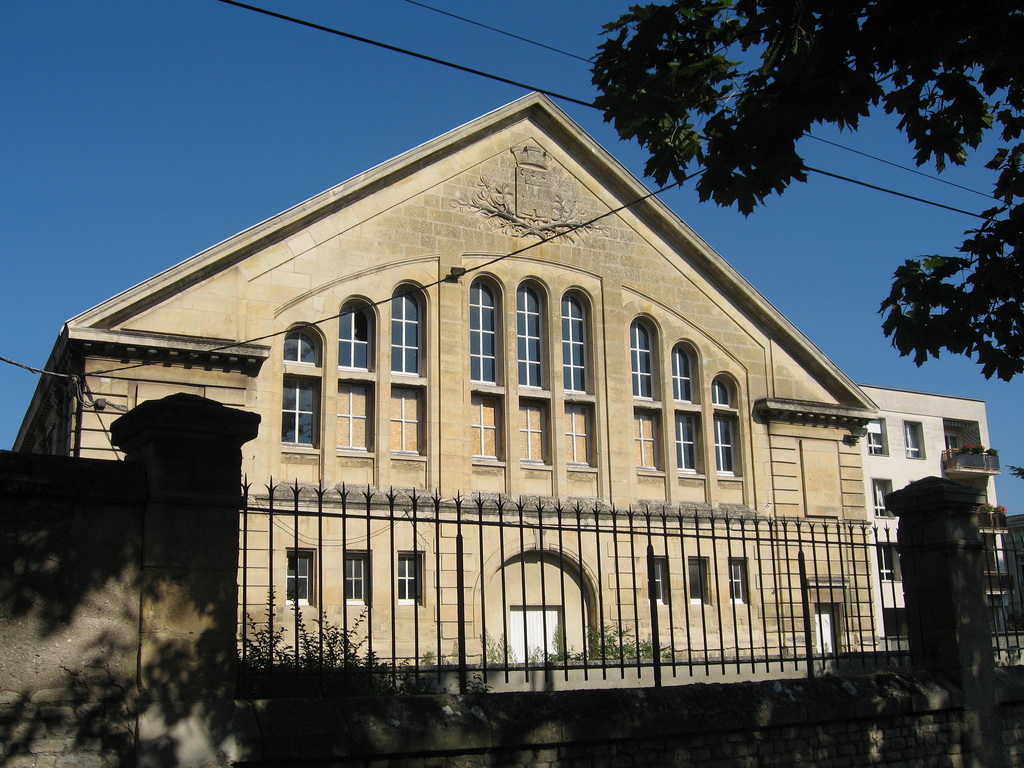
Fronton de l'ancien manège en 2008
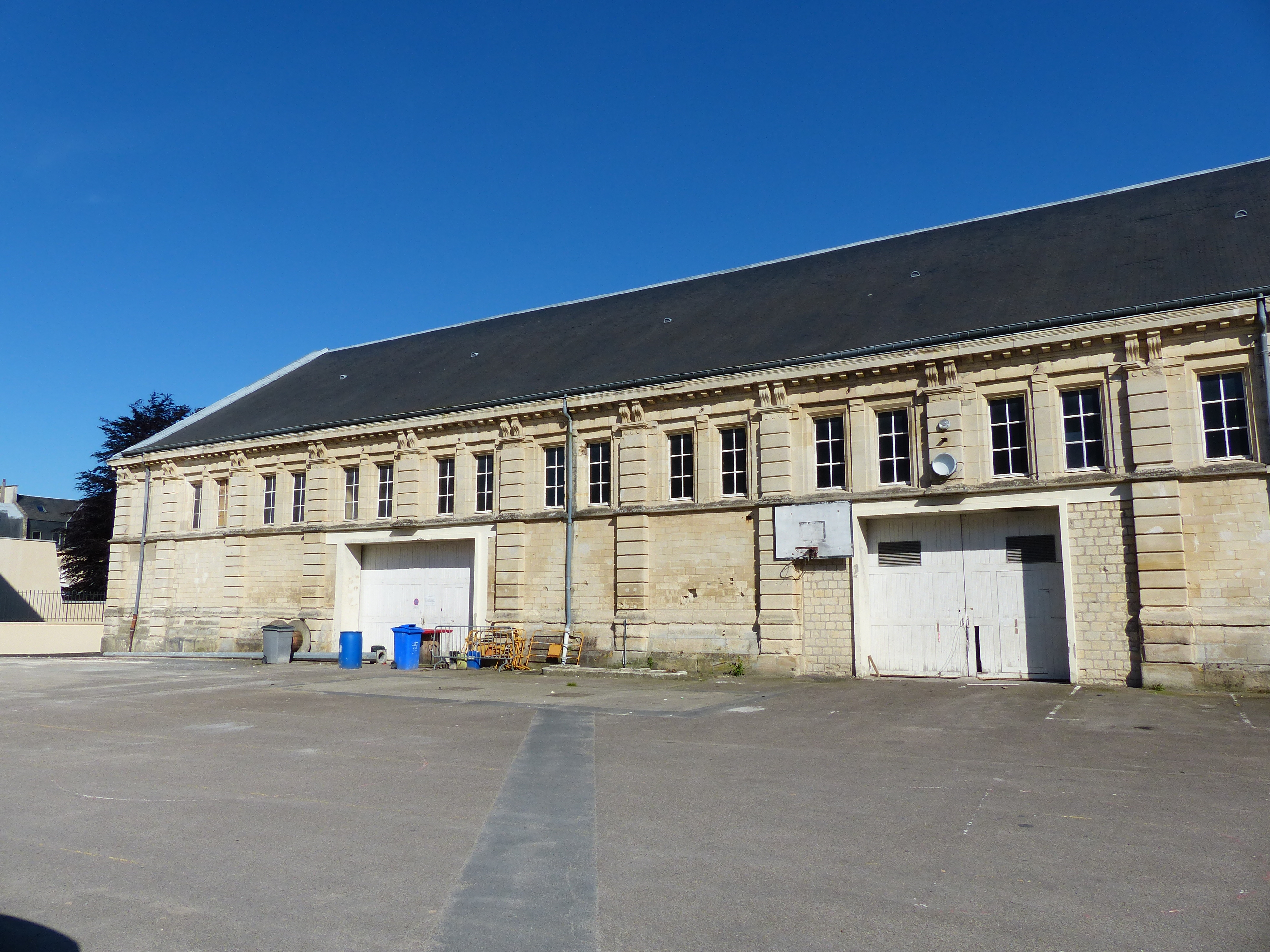
Façade nord de l'ancien manège en 2013
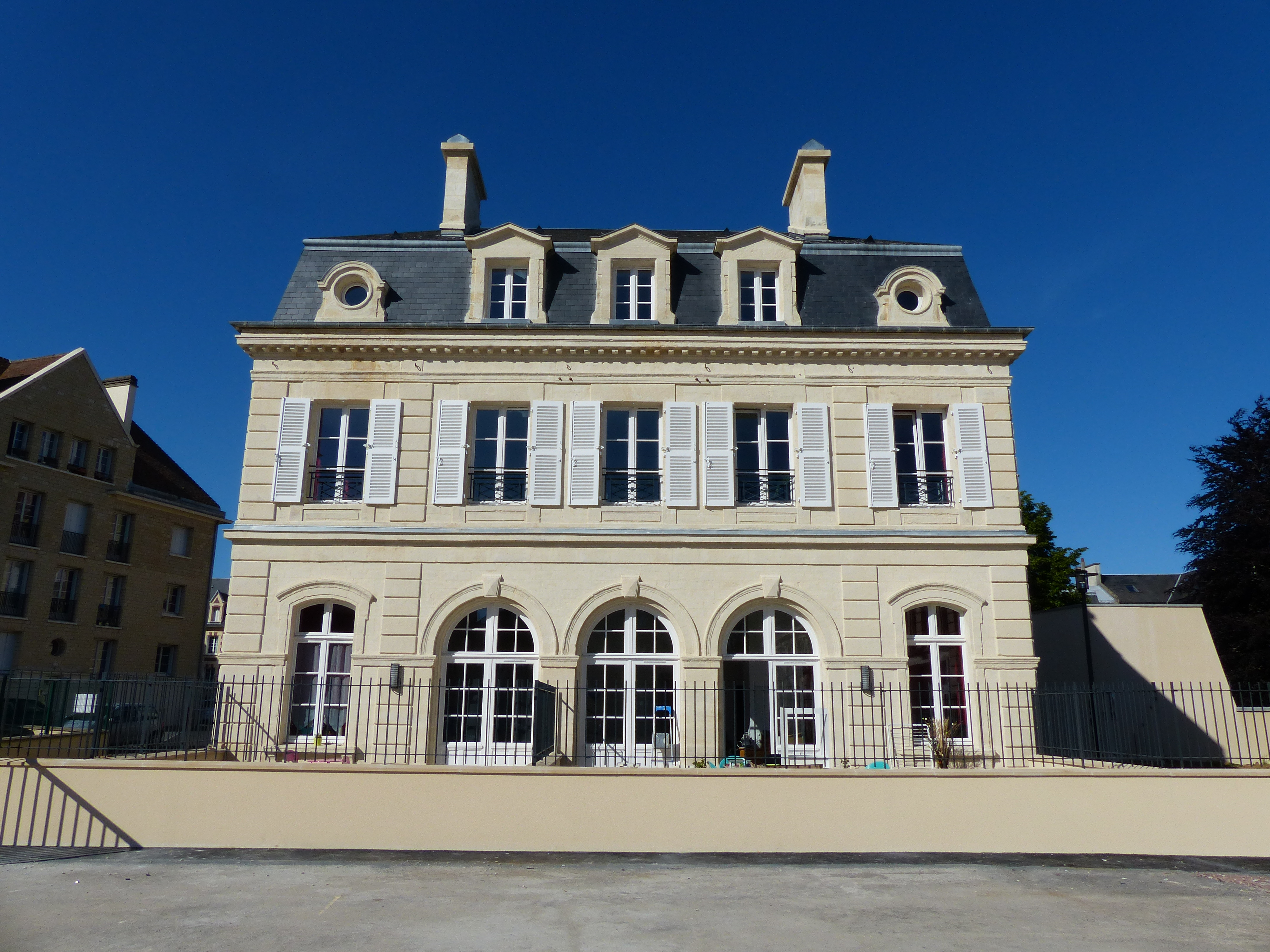
Pavillon est en 2013
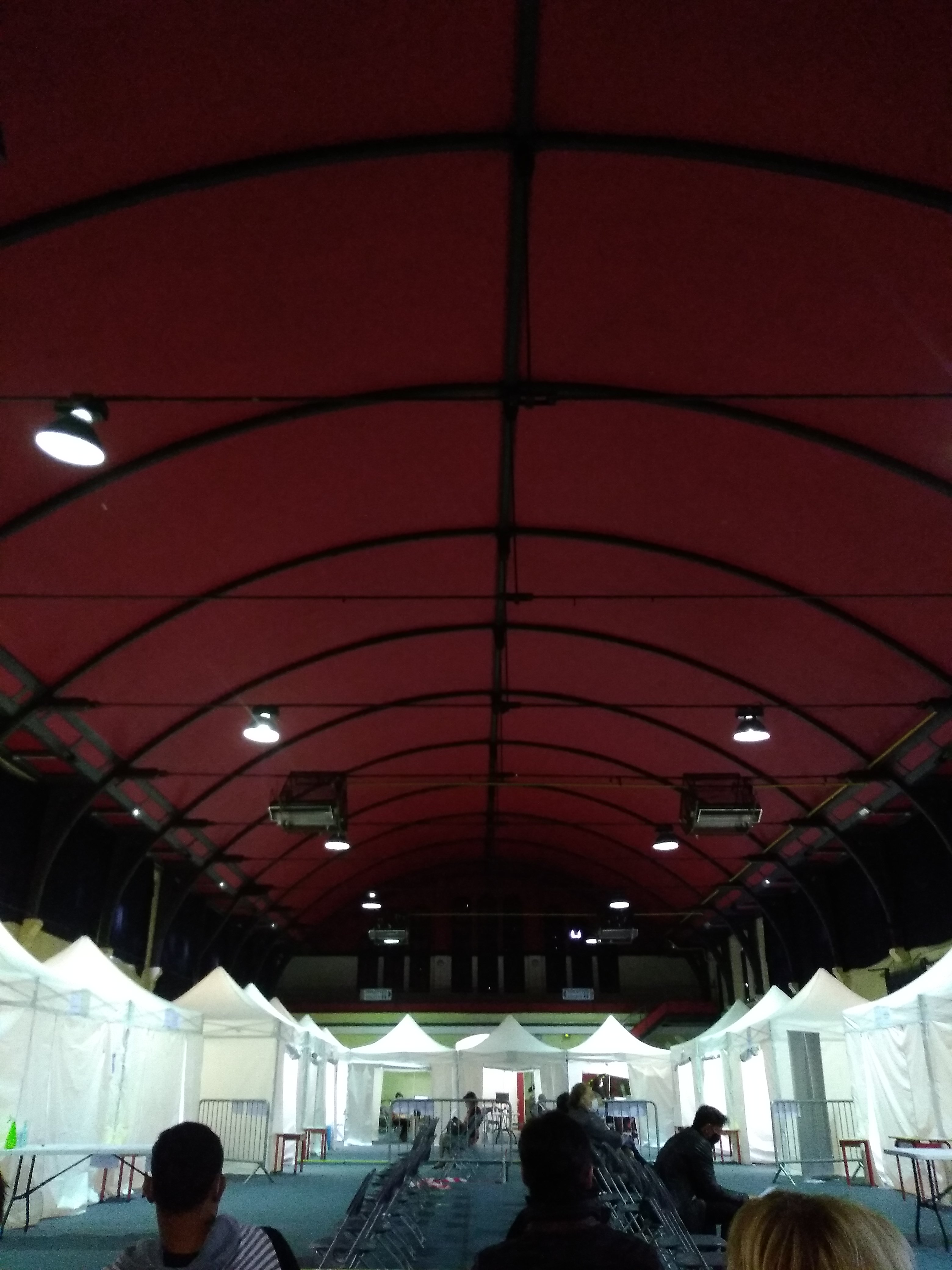
Le manège transformé en centre de vaccination anti-COVID